# Blandljuslampa
En blandljuslampa är en lampa försedd med både glödtråd och kvicksilverbrännare. Denna typ av lampa har cirka 6 gånger längre livslängd och ungefär halva strömförbrukningen för motsvarande ljusflöde jämfört med en vanlig glödlampa. 20 - 25 lumen per watt är typiskt. Ingen reaktor behövs, lampan kan direkt ersätta en större glödlampa i en befintlig armatur och kopplas direkt till nätspänningen. Lamporna avger en varm ljusfärg och har en hyfsad färgåtergivning (Ra cirka 60-65) och kan direkt ersätta glödlampor. Lamporna är främst avsedda för industri-, gatu- och vägbelysning. Vanliga effekter är 100, 160, 250 och 500 watt.
I jämförelse med andra ljuskällor som natriumlampor (130 - 167 lm/W) och kvicksilverlampor (55 lm/W) är den ineffektiv.  Idag används den ganska sällan, och är på väg att försvinna. 